# Sessorium

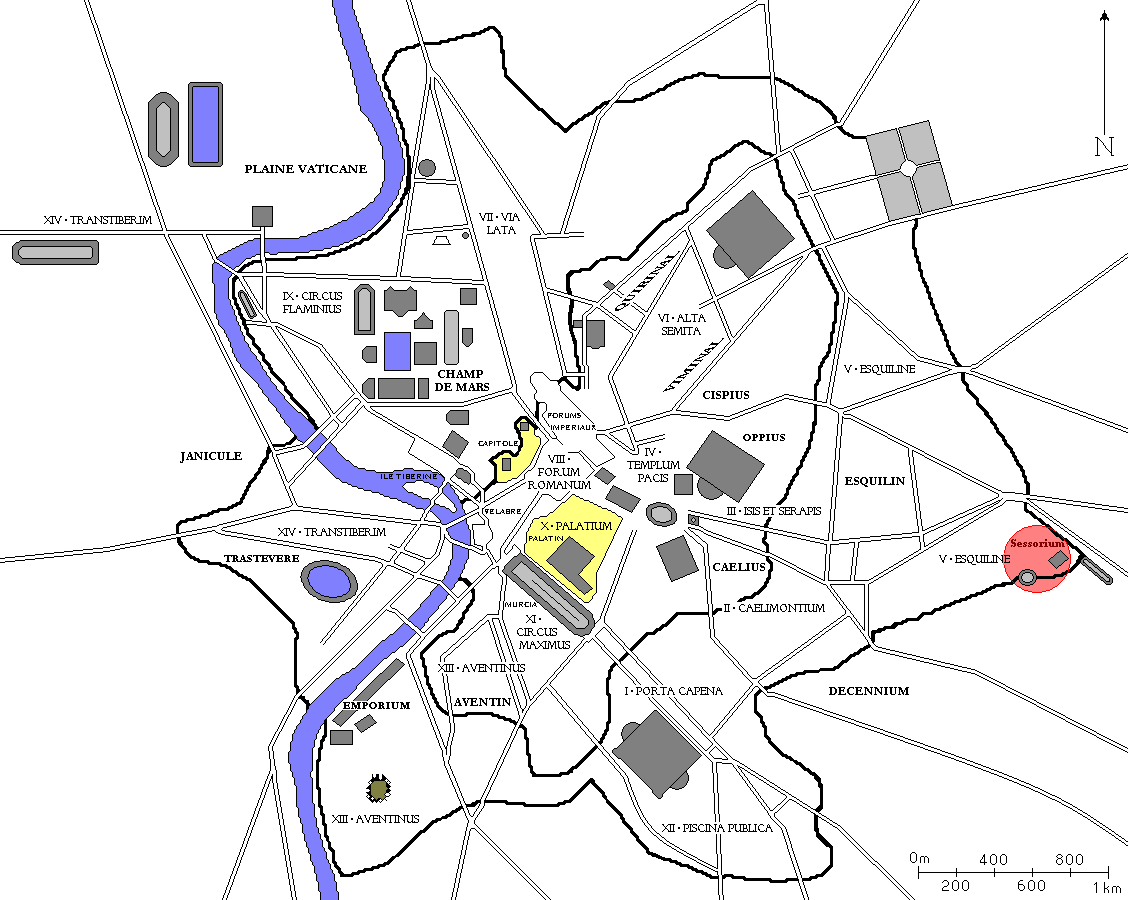
Lage im antiken Rom

Das Sessorium war eine Palastanlage, die unter Kaiser Septimius Severus begonnen und wahrscheinlich unter Kaiser Elagabal vollendet wurde. Die Anlage befand sich im äußersten Südosten der Altstadt von Rom in der 5. Region Esquiliae (heute XV. Rione Esquilino) und umfasste eine palastartige Villenanlage, zu der die „Thermen der Helena“, das Amphitheatrum Castrense und der Circus Varianus gehörten.
Mit dem Bau der Aurelianischen Mauer wurde ein Teil der Anlage zerstört beziehungsweise befand sich nun außerhalb der Stadtmauern. Das Amphitheater wurde in die Stadtbefestigung mit einbezogen und die außen liegenden Arkaden zugemauert. Durch den Circus zog sich nun parallel zur Stirnseite und durch die Zuschauerränge die Stadtmauer, so dass sich nur mehr etwa 20 % des Circus innerhalb der Stadt befanden.
Später, zu Beginn des 4. Jahrhunderts, wurde ein Teil der Anlage von Helena, der Mutter Kaiser Konstantins, als Residenz genutzt. Seit dieser Zeit trug die Anlage den Namen Palatium Sessorium. Noch zu ihren Lebzeiten wurde ein großer Saalbau des Palasts zur Kirche Santa Croce in Gerusalemme umgebaut.
Die „Thermen der Helena“ genannte Badanlage, die nordwestlich der anderen Bauten lag und von der Aqua Claudia mit Wasser versorgt wurde, ging laut Ausweis von Ziegelstempeln und einer Weihung an Iulia Domna ebenfalls auf die severische Zeit zurück und dürfte zum Sessorium gehört haben. Ihren modernen Namen erhielt sie aufgrund einer Bauinschrift, die Restaurierungsarbeiten durch Helena nach einem Brand erwähnt.

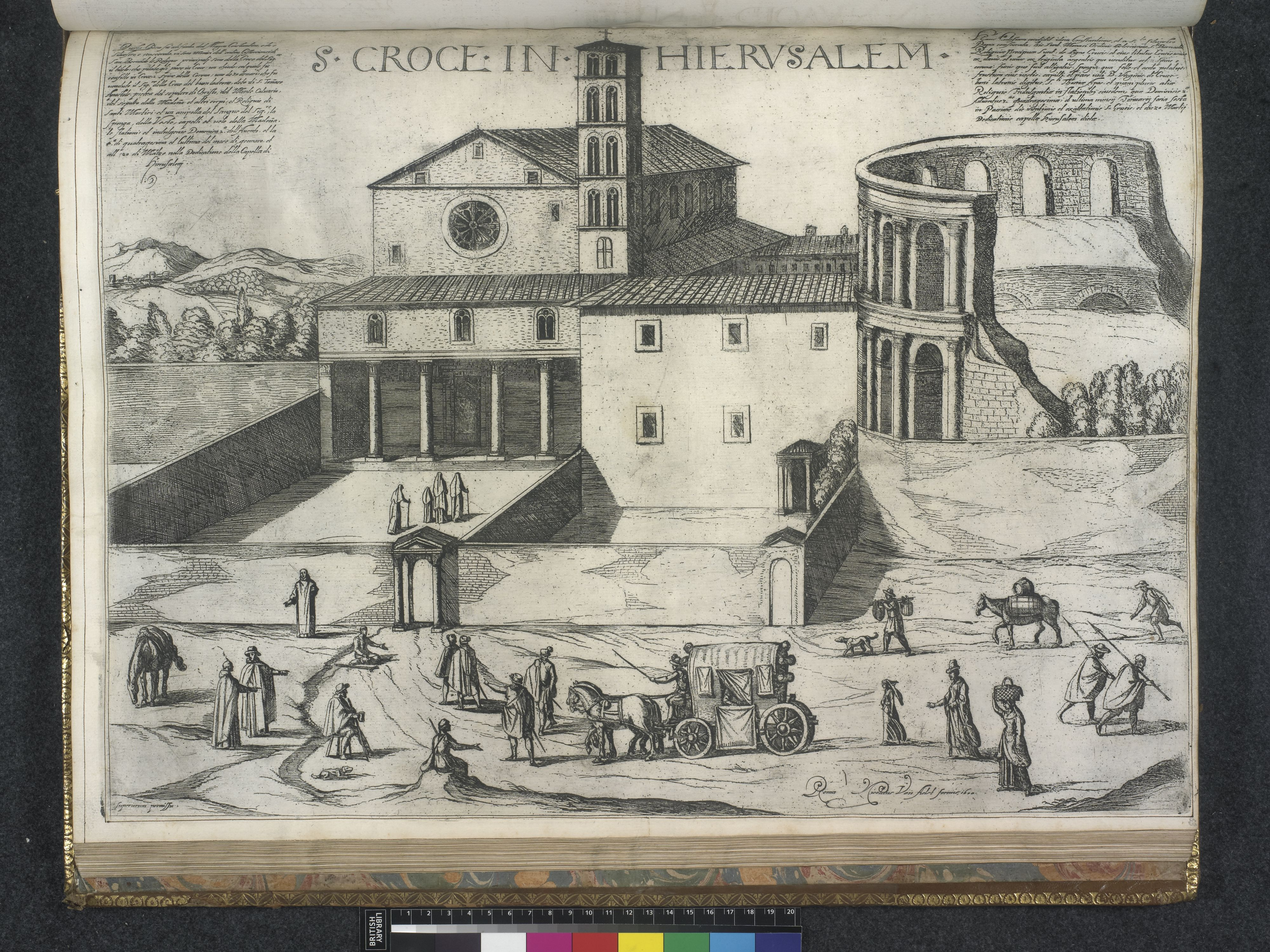
Die Kirche Santa Croce in Gerusalemme mit dem Rest des Amphitheatrum Castrense
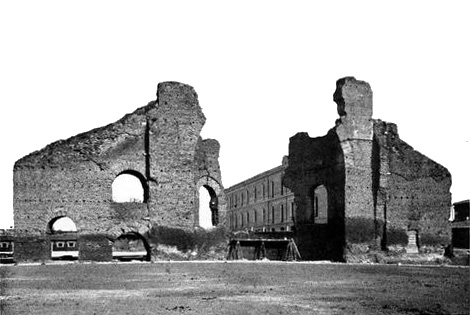
Apsis der Zivilbasilika des Sessoriumspalastes (Anfang 20. Jh.)
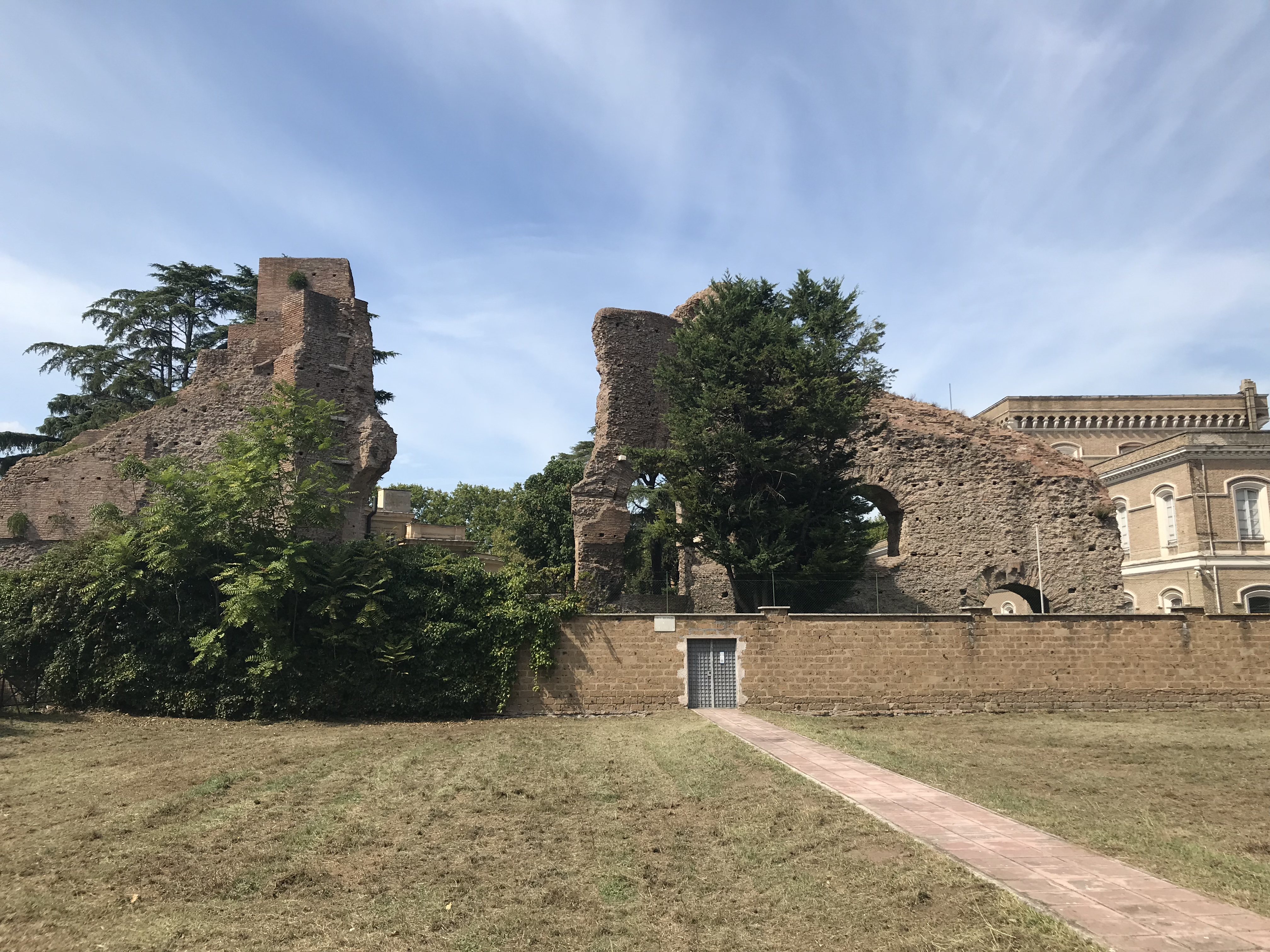
Reste der Zivilbasilika heute
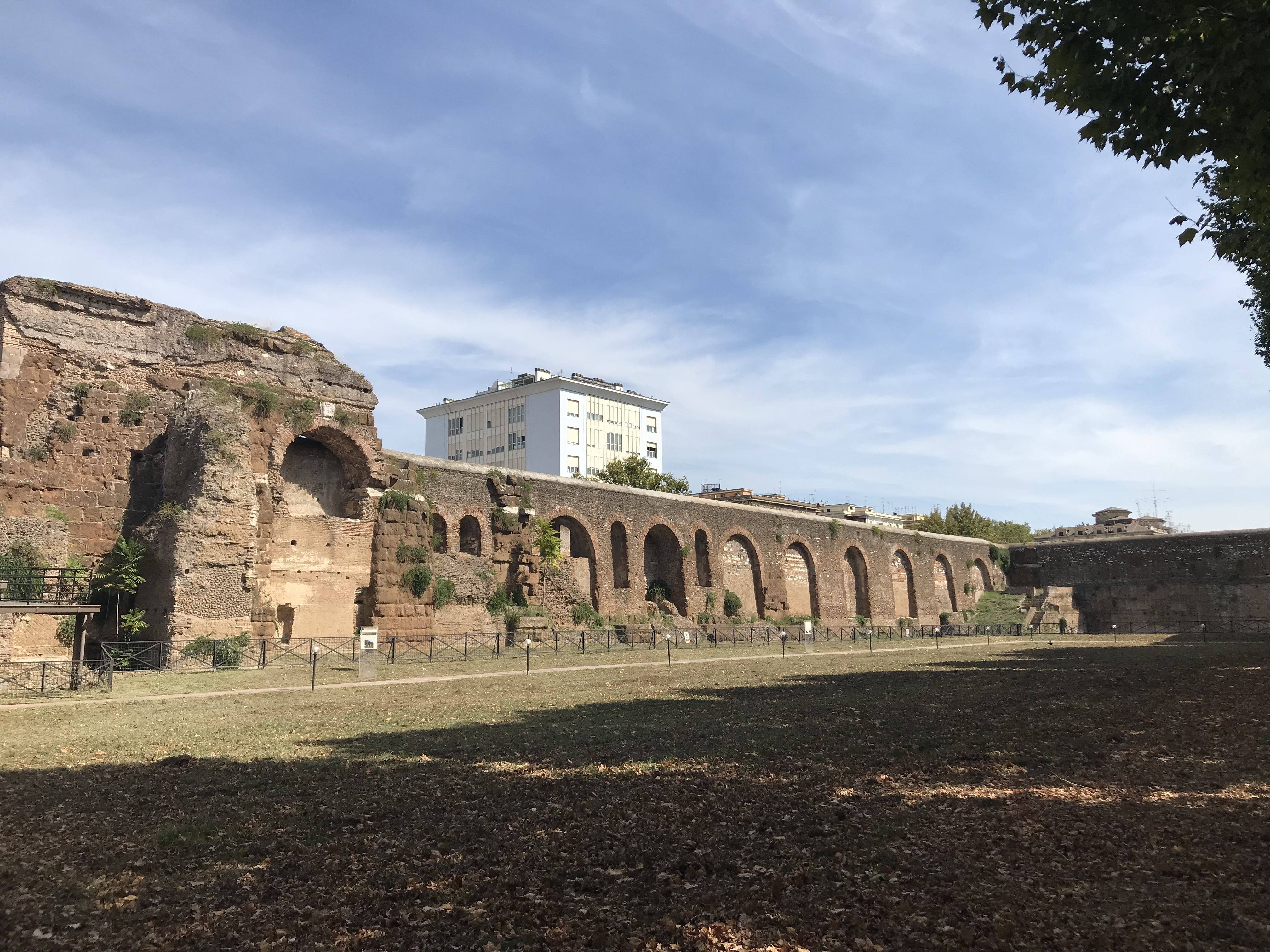
Bögen der Aqua Claudia als Teil der Aurelianischen Mauer
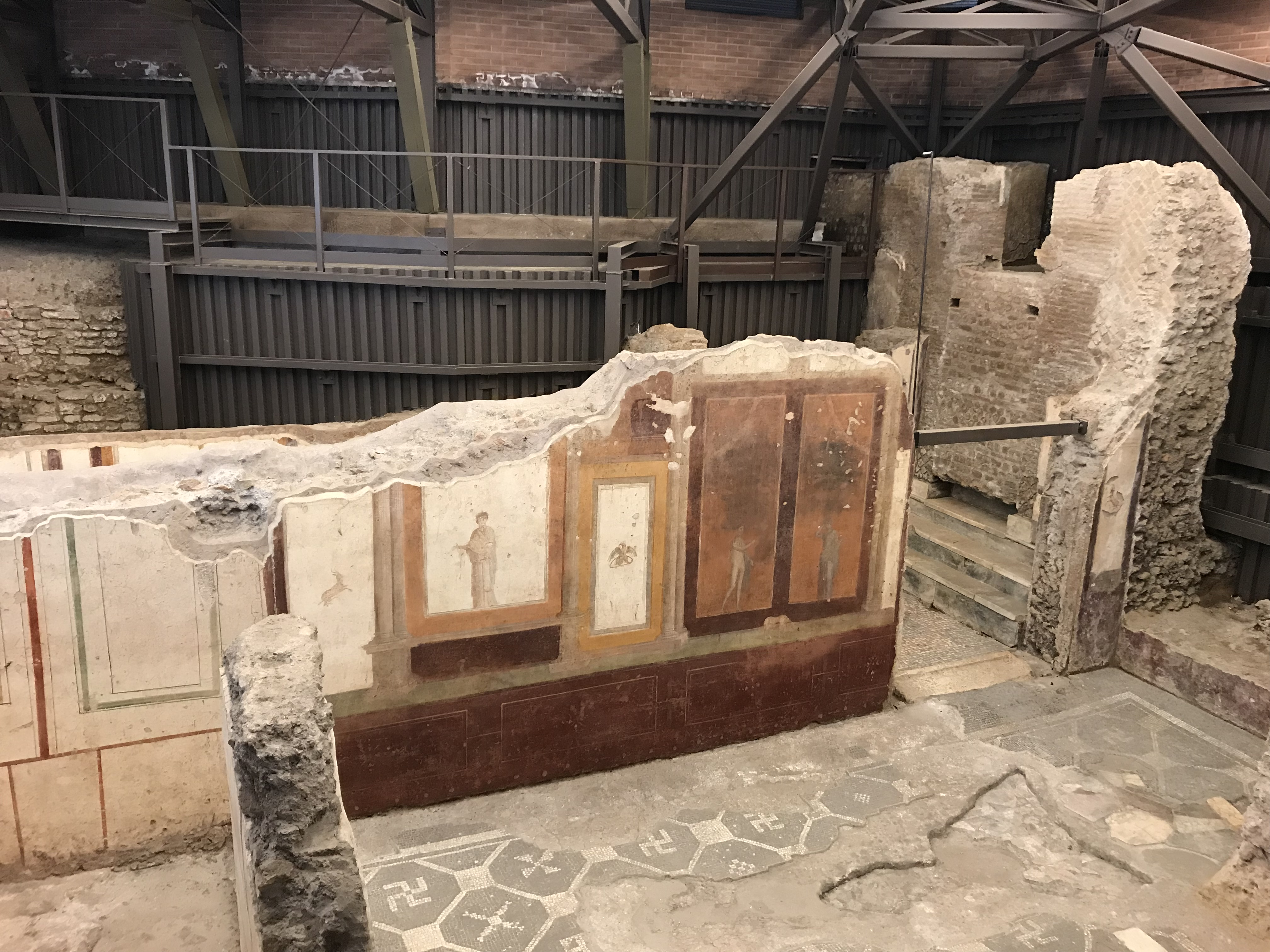
Reste der domus der Aufidia Cornelia Valentilla